# Južna zvijezda
Južna zvijezda (francuski: L'Étoile du sud) pustolovni je roman Julesa Vernea koji je prvi put izdan 1884. godine.

## Radnja
Glavni lik romana francuski je rudarski inženjer Cyprien Méré. On dolazi u Griqualand (danas dio Južnoafričke Republike) kako bi proučavao nastanak dijamanata. Boraveći tamo zaljubljuje se u Alice, kćerku Johna Watkinsa, bogatog zemljoposjednika. Cyprien Méré traži od Johna Watkinsa ruku njegove kćeri, no Watkins ga odbija zbog Cyprienovog podrijetla i imovnog stanja. Cyprien dolazi na ideju kako bi se mogao obogatiti kopanjem dijamanata sa svojim partnerom Thomasom Steelom. Njih dvojica kupuju claim, a Cyprien unajmljuje nekoliko Afrikanaca za rade na njemu. Nedugo zatim dolazi do obrušavanja claima u kojem gine nekoliko kopača, a Cyprien uspijeva spasiti samo jednog od njih – Matakija. S obzirom na to da nije našao ništa značajno, Cyprien biva obeshrabren jer gospođicu Watkins ima mnogo prosaca koji su bili poželjniji od njega.
Alice moli Cypriena da se vrati znanstvenom radu, stoga on odlučuje pokušati umjetno stvoriti dijamant. Njegov pokušaj izgleda uspješnim jer je proizveo dijamant od 243 karata (48,6 g). Daje ga gospodinu Watkinsu za Alice. Gospodin Watkins priređuje proslavu u čast Cypriena i njegovog otkrića. Dijamant, koji je Alice nazvala Južna zvijezda, prikazan je tijekom proslave. Tijekom proslave dijamant nestaje kao i Cyprienov pomoćnik Mataki. Dolazi do pretpostavke da je Mataki pobjegao s dijamantom te gospodin Watkins, sav razjaren, nudi ruku Alice onome tko vrati dijamant. Cyprien i trojica prosaca kreću u potjeru za Matakijem. Pripremaju se za put preko velda.
Cyprien je poveo i dvojicu pratitelja: Lija, njegovog perača, i Bardika, jednog od kopača. Tijekom puta trojica putnika umiru od napada životinja ili od bolesti. Kasnije, Cyprien hvata Matakija koji mu se kune da nije ukrao dijamant. Jedini razlog zašto je pobjegao je taj što se plašio da će ga nepravedno objesiti zbog nestanka dijamanta. Nakon povratka u Griqualand, Cyprien pronalazi dijamant u trbuhu Aliceinog noja, Dade. Cyprienu je nakon toga zaprijećeno smrću zbog njegovog otkrića proizvodnje umjetnih dijamanata. Uspio si je spasiti život zahvaljujući Matakijevom priznanju da je on pronašao dijamant i da ga je postavio u peć u kojoj je Cyprien pokušavao proizvesti dijamant. Cyprien je zaprepašćen i razočaran. Gospodin Watkins nakon toga ponovo organizira banket, a gospodin Vandergaart, pravi vlasnik zemljišta, upada s potvrdom o vlasništvu tvrdeći da je posed njegov. John Watkins je još više slomljen kada se Južna zvijezda raspada te umire narednog dana. Cyprien i Alice vjenčali su se i živjeli su sretno do kraja života.

## Vanjske poveznice
- Južna zvijezda na francuskom
- Audio verzija na francuskom